# Чемпионат Латвии по пляжному футболу
Чемпиона́т Ла́твии по пля́жному футбо́лу — соревнование по пляжному футболу, проводимое среди клубов Латвии. По соглашению с Латвийской футбольной федерацией, чемпионат организует Рижская футбольная федерация совместно с Ассоциацией футбольных турниров (FTA).

## Победители
| Сезон | Команды | Чемпион              | 2 место                  | 3 место                         |
| ----- | ------- | -------------------- | ------------------------ | ------------------------------- |
| 2007  | 8       | Динамо-Лат (Резекне) | ВБФК (Юрмала)            | Тосмарес кугю буветава (Лиепая) |
| 2008  | 8       | Динамо-Лат (Резекне) | РТУ (Рига)               | Крейсс (Рига)                   |
| 2009  | 5       | ВРК/Лудза (Лудза)    | Динамо-Лат (Резекне)     | РТУ/ВБФК (Рига)                 |
| 2010  | 6       | Динамо-Лат (Резекне) | РТУ (Рига)               | Лудза (Лудза)                   |
| 2011  | 10      | Сконто (Рига)        | Динамо-Лат (Резекне)     | Крейсс (Рига)                   |
| 2012  | 8       | Крейсс (Рига)        | Хонда (Вентспилс)        | Яунайс динамиетис (Рига)        |
| 2013  | 8       | Крейсс (Рига)        | Сконто (Рига)            | РТУ (Рига)                      |
| 2014  | 6       | Крейсс (Рига)        | РТУ (Рига)               | VBFK (Юрмала)                   |
| 2015  | 12      | РТУ (Рига)           | Zep/RS (Рига)            | Крейсс (Рига)                   |
| 2016  | 6       | Ceresit/РТУ (Рига)   | BFS Zep/Forevers (Рига)  | Крейсс (Рига)                   |
| 2017  | 6       | Крейсс (Рига)        | РТУ/Beerhouse No1 (Рига) | FK TUC (Рига)                   |
| 2018  | 6       | Linden City (Лиепая) | Крейсс (Рига)            | РТУ/Beerhouse No1 (Рига)        |
| 2019  | 5       | Linden City (Лиепая) | Zep/Forevers (Рига)      | Спартак (Юрмала)                |